# 保亭卫矛
保亭卫矛（学名：Euonymus potingensis）为卫矛科卫矛属下的一个种。